# How Brown Saw the Baseball Game
《How Brown Saw the Baseball Game》 또는 《How Jones Saw the Baseball Game》은 1907년에 미국에서 제작된 단편 코미디 영화로, 루빈 매뉴팩처링 컴퍼니가 배급을 담당했다. 이 영화의 줄거리는 야구 팬 브라운 씨가 야구 경기 전에 술을 잔뜩 마시고 취해서 경기가 거꾸로 진행되는 것처럼 보이게 된다는 이야기이다. 그러한 효과를 자아내기 위해서 제작 과정에 트릭 사진 촬영 기술이 사용되었다.
1907년 11월 개봉했다. 영화 저널 무빙 픽처 월드 1908년 호에서 영화가 성공적이고 "정말 재미있다."는 호평을 받았다. 2015년 기준 영화의 원본 존재 여부는 불확실하다. 출연자 및 제작자들 또한 알려져 있지 않다. 영화 역사가들은 How Brown Saw the Baseball Game과 바로 전 해에 개봉한 에드윈 S. 포터가 감독한 영화 《How the Office Boy Saw the Ball Game》의 내용이 유사하다고 지적한다.

## 줄거리
근처 야구장에서 야구 경기를 보러 가기 전에 스포츠 팬 브라운 씨는 하이볼 칵테일을 몇 번 들이킨다. 경기를 보러 야구장에 도착했지만 그는 이미 너무 취한 상태였고 급기야 그의 눈에 경기가 거꾸로 진행되는 것처럼 보이기 시작한다. 선수들은 베이스를 거꾸로 돌고 있고, 야구공은 투수의 손으로 들어간다. 경기가 끝난 후에 브라운은 친구들 중 한 명의 도움으로 집으로 돌아간다. 브라운의 집에 도착했을 때 둘은 브라운의 부인과 마주한다. 부인은 그 친구가 남편에게 술을 엄청 들이키게 했다고 생각하고 그 친구를 때린다.

## 제작

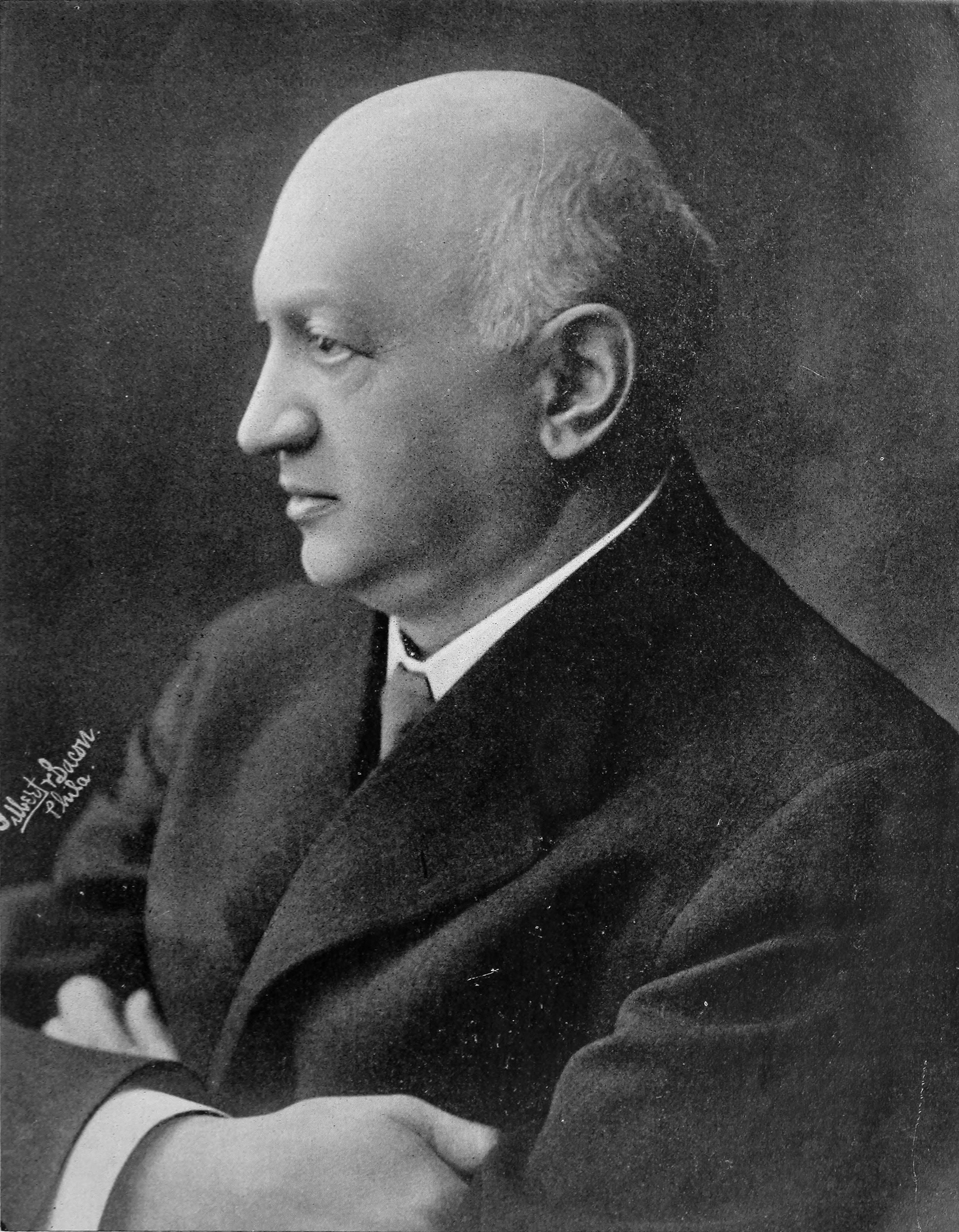
1913년의 지크문드 루빈. 루빈의 회사에서 How Brown Saw the Baseball Game을 제작하고 배급했다.

독일계 미국인 영화 개척자 지크문드 루빈이 세운 회사 루빈 매뉴팩처링 컴퍼니에서 How Brown Saw the Baseball Game을 제작했다. How Brown Saw the Baseball Game이 만들어질 당시에 루빈 컴퍼니는 매주 영화를 3개까지 만들어내곤 했다. How Brown Saw the Baseball Game의 감독과 출연자가 누구인지에 대해서는 알려진 바가 없다.
이 영화는 흑백으로 촬영된 무성 영화로, 필름 길이는 350 피트 (110 m)이다. 야구장에서 촬영된 장면들은 거꾸로 진행되는 것처럼 보이기 위해서 트릭 사진 촬영 기술이 사용되었다. 1907년 10월 26일에 지그문트 루빈이 How Jones Saw the Baseball Game이라는 다른 이름으로 이 영화의 저작권을 갖게 되었다.

## 개봉과 평가
How Brown Saw the Baseball Game은 1907년 11월 16일 루빈 매뉴팩처링 컴퍼니의 배급으로 영화관에서 개봉되었고, 늦게는 1908년 8월까지 상영되었다. 이웃들에게 자기가 가진 것을 거의 다 빌려주는 한 남자가 집에 들어온 부인에게 혼나는 내용의, 같은 해 제작된 단편 코미디 영화 《Neighbors Who Borrow》와 동시 상영되는 경우도 종종 있었다.
당시의 광고에서는 '아주 재미있는' 영화라던지, 아니면 루빈이 직접한 광고에서 '정말 재밌는 웃음극'이라는 식으로 홍보가 이루어졌다. 무빙 픽처 월드의 1908년 6월호에서는 영화가 '정말 재밌고' '틀림없는 성공'을 증명한다고 호평을 했다.
한 회사 직원이 몰래 야구장에 갔는데 알고보니 회사 사장님도 야구를 관람하고 있었다는 내용의, 1906년 에디슨 스튜디오에서 만든 에드윈 S. 포터 감독의 코미디 《How the Office Boy Saw the Ball Game》를 모방해 루빈 매뉴팩처링 컴퍼니가 이 영화를 만들었다는 주장이 최근에 제기되고 있다. 루빈 매뉴팩처링 컴퍼니는 다른 제작사에서 만든 영화와 유사한 내용의 것을 만들어내는 것으로 잘 알려져 있었다. 루빈 컴퍼니는 전에도 에디슨 스튜디오의 작품 《톰 아저씨의 오두막》과 《대열차강도》를 모방해 영화를 제작했었다.
저술가 잭 스피어스는 자신의 책 '헐리우드: 황금의 시대'에서, How Brown Saw the Baseball Game과 《How the Office Boy Saw the Ball Game》이 '사실상 같은 줄거리'를 가지고 있다고 썼다. 저널 '베이스 볼'에 '야구 영화: 1920년까지'라는 제목의 글을 기고한 롭 엘더맨 역시 두 영화의 유사성을 언급했다.
2015년 8월 기준, How Brown Saw the Baseball Game의 원본 존재 여부는 불확실하며, 사실상 유실 영화이다. 만약 다시 발견될 경우 퍼블릭 도메인 상태가 될 것이다.

## 참고 자료
- Erickson, Hal (1992년 8월 1일). 《Baseball in the movies: a comprehensive reference, 1915–1991》. McFarland.
- Seiler, Robert Morris; Seiler, Tamara Palmer (2013). 《Reel Time: Movie Exhibitors and Movie Audiences in Prairie Canada, 1896 to 1986》. Athabasca University Press. ISBN 978-1-926836-99-7.
- Spears, Jack (1971). 《Hollywood: the Golden Era》. A. S. Barnes.
- Wood, Stephen C.; Pincus, J. David (2003년 1월 1일). 《Reel Baseball: Essays and Interviews on the National Pastime, Hollywood, American Culture》. McFarland. ISBN 978-0-7864-1389-8.